# Fritz Hermann Gläser
Fritz Hermann Gläser (geboren am 9. Mai 1896; gestorben am 28. Februar 1946 in Hamburg-Bergedorf) war ein deutscher Schriftsteller.

## Werke
- Trommelfeuer. Novellen. 1918.
- Das große Tagen. Schauspiel. 1922.
- Der Schlüssel zum Glück. Ein Buch für Frauen und Mädchen. Novellen. Sonnenschein, Hamburg 1923.
- Der Weberhannes. Roman. Neuer Buchverlag, Dresden 1931.
- Blut und Scholle. Roman aus jüngster Vergangenheit. Fünf-Türme-Verlag, Halle 1934.
- Der Schimmelbaron. Roman. Drei-Türme-Verlag, Berlin 1935.
- Ruf der Heimat. Roman. 1941.